# Joseph Guillaume Rinck de Baldenstein
Pour les articles homonymes, voir Rinck.
Joseph Guillaume Rinck de Baldenstein, francisation de Georg Joseph Wilhelm Aloys Rinck von Baldenstein  (né à Saignelégier le 9 février 1704 et mort à Porrentruy le 13 septembre 1762) est un ecclésiastique qui fut prince-évêque de Bâle de 1744 à 1762.

## Biographie
Joseph Guillaume est élu évêque par le chapitre de chanoines de Bâle le 22 janvier 1744. Il reçoit ses bulles pontificales de confirmation le 13 avril 1744 et il est consacré à Besançon par son métropolitain l'archevêque de Besançon. 

De sa résidence de Porrentruy, il envoie le 13 octobre 1761 une lettre au Chancelier de France dans laquelle il vante la doctrine les vertus et la fidélité de la Compagnie de Jésus. Il y meurt l'année suivante .
En 1758, Guillaume, baron de Reinck-Baldestein, prince-évêque de Bâle, lève pour le service du roi de France, dans les pays de la souveraineté de l'évêque, un régiment de 12 compagnies, sous le commandement du baron d'Eptingen.